# 13th Avenue (Brooklyn)

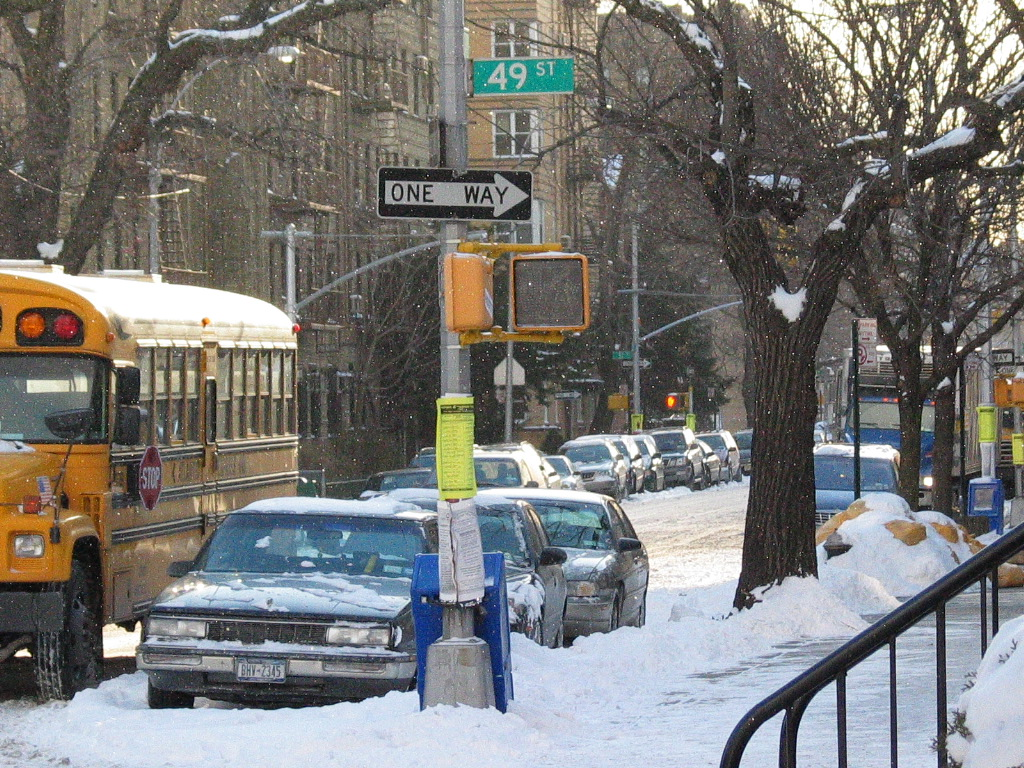
Blick in die 13th Avenue an der Kreuzung zur 49. Straße im Winter

Die 13th Avenue (auch: Thirteenth Avenue; deutsch 13. Avenue) in Brooklyn, New York City ist eine etwa vier Kilometer lange, vollkommen gerade Straße, die in Nordost-Südwest-Richtung verläuft. Im schachbrettartigen Straßennetz dieses Stadtviertels kreuzen quer die 36. Straße im Norden und die 86. Straße im Süden. Etwa in der Mitte der Avenue kreuzt die Bay Ridge Branch, eine heute zum einen vom Güterverkehr genutzte Eisenbahnstrecke, die vom Gleisnetz der Long Island Rail Road (LIRR) eine Zweigstrecke zu den Hafenanlagen am Upper New York Bay darstellt. Zum anderen verkehren hier die Züge der Linie N (s. u.).
Entsprechend dem Nordamerikanischen Usus lauten die Hausnummern der 13. Avenue 3600 bis 8599. Nördlich dieser Eisenbahnstrecke bei der 60. Straße sind sowohl die 13. Avenue als auch die parallel in Gegenrichtung laufende 14. Avenue nur als Einbahnstraßen benutzbar. Die 13th Avenue hat durchgehend zwei Fahrspuren und Parkstreifen auf beiden Straßenseiten und ist beidseitig von Bäumen gesäumt. Der nördliche Abschnitt der Straße erhielt im November 2012 auch die Zusatzbezeichnung Raoul Wallenberg Way zu Ehren des schwedischen Diplomaten Raoul Wallenberg, der während des Holocaust zahlreichen ungarischen Juden das Leben gerettet hat.
Die 13th Avenue befindet sich zwischen den beiden höher klassifizierten Straßen Fort Hamilton Parkway (nordwestlich) und der New Uetrecht Avenue (südöstlich).

## Geschichte
Die Straße wurde in den 1930er Jahren im Zuge der kontinuierlichen Stadterweiterung projektiert und erschlossen. Seit den späten 1930er Jahren wurde in Höhe der 42. Straße ein Markt eingerichtet, der zunächst von Händlern, die mit ihren Handkarren von den südlichen und östlichen Quartieren kamen, bestückt wurde. Wenig später gab es dort die ersten festen Geschäfte. Die Bevölkerung setzte sich damals vor allem aus Juden und Italienern, aber auch aus Polen und Deutschen, ausschließlich Weißen, zusammen, die alle einer ersten oder zweiten Einwanderergeneration angehörten.

## Bedeutung
Die 13th Avenue ist eine wichtige Einkaufsstraße des Boroughs. Auch ist es in New York City geschichtlich angestammtes Wohngebiet jüdischer Bevölkerung. In den 1980er Jahren hat die von moderat-moderne jüdische Bevölkerung zu Ultraorthodoxen Juden verlagert. Seit den 1990er Jahren macht sich zusätzlich eine verstärkte Abwanderung einer jüngeren Wohnbevölkerung aus Manhattan nach Brooklyn bemerkbar, die ebenfalls zur Soziostruktur dieses Viertels beiträgt. Entsprechend konnte das Viertel in den Jahren nach 1990 aufgewertet werden. Als signifikantes Zeichen gilt die Präsenz verschiedener Bankhäuser, die sich entlang der 13. Avenue angesiedelt haben. Allein zwischen der 45. und der 55. Straße gibt es inzwischen über ein Dutzend Banken, vier davon sind seit 2009 dazugekommen.
Aufgrund des hohen Judenanteils ist nicht nur das Angebot auf die hier lebenden Juden ausgerichtet, seit 1987 gibt es für Besucher und Touristen zwischen der 12. und 13. Avenue auf der 48. Straße ein koscheres Hotel.

### Öffentlicher Verkehr

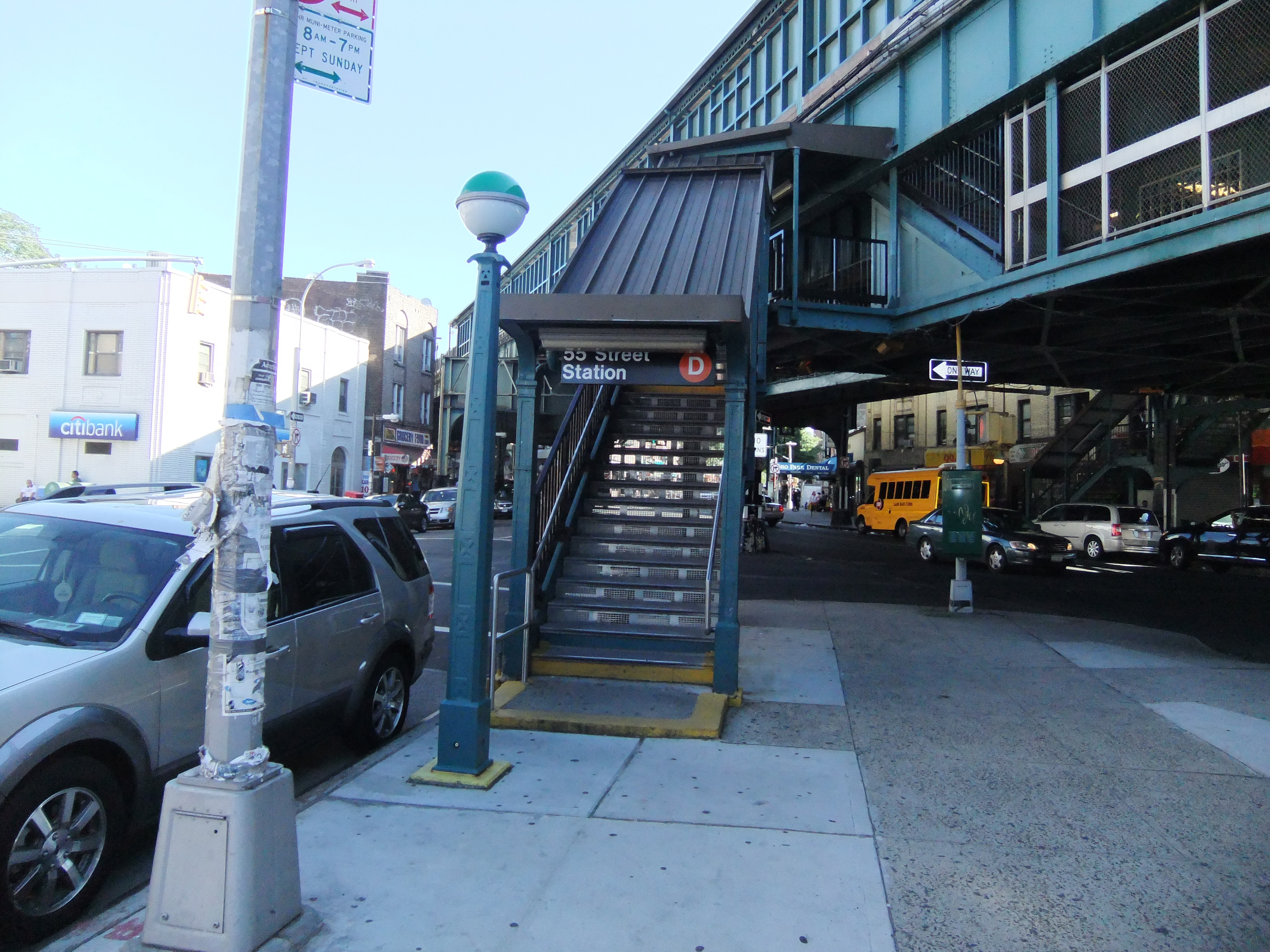
Hochbahnhof 55th Street der Linie D über der Kreuzung 13. Avenue und 55. Straße

Aus Sicht des öffentlichen Nahverkehrs wird die 13th Avenue in drei Abschnitten bedient. Es gibt keine Linie, die die Avenue auf ganzer Länge befährt.
Im nördlichen Abschnitt der Straße verkehrt die Buslinie B16 (Fort Hamilton Parkway, 13. & 14. Avenues) und zum kleinen Teil die Linie B35 (Church Avenue, 39th Street). Der mittlere Abschnitt befindet sich im Einzugsgebiet mehrerer Stationen der New York City Subway. Im südlichen Abschnitt verkehrt die Buslinie B64 (86th Street, Bath Avenue). Alle Buslinien werden von MTA Regional Bus Operations betrieben.
Nur der Hochbahnhof 55th Street der BMT West End Line mit der U-Bahn-Linie D liegt direkt an der 13th Avenue. Der Bahnhofskomplex 62nd Street/New Utrecht Avenue befindet sich östlich zwischen der 14. und 15. Avenue mit Zugängen auf Höhe der 60. und der 62. Straße. Dort unterquert die BMT Sea Beach Line mit der U-Bahn-Linie N die BMT West End Line. Der Bahnhof 50th Street der BMT West End Line liegt, ebenfalls fußläufig erreichbar, westlich an der 12. Avenue.
Parallel zur BMT Sea Beach Line verläuft die Güterzugstrecke Bay Ridge Branch der Long Island Rail Road, die seit 1924 nicht mehr von Reisezügen bedient wird.